# Niskowa
Niskowa – wieś w Polsce, położona w województwie małopolskim, w powiecie nowosądeckim, w gminie Chełmiec.
Wieś Niskowa położona w końcu XVI wieku w powiecie szczyrzyckim województwa krakowskiego była własnością klasztoru bożogrobców w Miechowie. W latach 1975–1998 miejscowość administracyjnie należała do województwa nowosądeckiego. W 2021 r. wieś liczyła 793 mieszkańców.
Wieś leży we wschodniej części Beskidu Wyspowego.
We wsi funkcjonuje szkoła podstawowa (od 1911 r.), Ochotnicza Straż Pożarna i zgromadzenie zakonne Sióstr Zmartwychwstania Pańskiego oraz zespół regionalny Niskowioki, a od 2008 także parafia pod wezwaniem św. Stanisława Kostki.

## Integralne części wsi
| SIMC    | Nazwa        | Rodzaj     |
| ------- | ------------ | ---------- |
| 0420558 | Habelówka    | część wsi  |
| 0420564 | Łańce        | część wsi  |
| 0420570 | Łazie        | część wsi  |
| 0420587 | Niskowiec    | część wsi  |
| 0420593 | Przedmieście | część wsi  |
| 0420601 | Srebrne      | część wsi  |
| 0420630 | Szymanowice  | przysiółek |
| 0420618 | Uliczki      | część wsi  |
| 0420624 | Zapusty      | część wsi  |

## Historia
Pierwsze wzmianki o Niskowej pochodzą z 1257 roku, kiedy to Bolesław Wstydliwy oddał tę wieś wraz z całą Sądecczyzną swojej żonie Kindze. Ta owdowiawszy, w roku 1280 uwłaszczyła tym majątkiem starosądecki klasztor klarysek.

## Kultura
Od 2004 roku w miejscowej remizie mieści się szkółka ceramiki, założona przez Ochotniczą Straż Pożarną w Niskowej i Gminny Ośrodek Kultury w Chełmcu. Misją szkółki jest ratowanie ginącego zawodu, jakim stało się garncarstwo.
W remizie funkcjonuje także (od 2001 r.) Szkółka Rzeźby Ludowej. W 2005 roku został założony zespół tańca ludowego "Niskowioki".

## Ochotnicza Straż Pożarna
Ochotnicza Straż Pożarna w Niskowej istnieje od 1984 roku. Jest to jedna z pięciu OSP, która działa na terenie gminy Chełmiec. Jednostka ta od 27 marca 1996 roku działa w Krajowym systemem ratowniczo-gaśniczym. Jest wyposażona w system selektywnego alarmowania w razie akcji Ratowniczo-gaśniczej. Dyżurny PSP w Nowym Sączu dysponuje jednostką do działań Ratowniczo-gaśniczych. Na wyposażeniu jednostki znajdują się 3 samochody:
- 359 K 41- GBA Volvo Fl280 bocar
- 359 K 42 -SLBus Volkswagen Transporter T5
- 359 K 43 - GCBA 8/50 Renault Kerax 6x6